# پاوو (جورجیا)
پاوو، جورجیا (به انگلیسی: Pavo, Georgia) یک شهر در ایالات متحده آمریکا با جمعیت ۶۲۷ نفر است که در جورجیا واقع شده‌است.

## موقعیت جغرافیایی
موقعیت جغرافیایی شهرها و مناطق اطراف به شرح زیر است: